# 美国移民及归化局
美国移民及归化局（英語：Immigration and Naturalization Service）是美國昔日掌管移民暨归化的政府部門，隶属于美国司法部。其职能在2003年1月1日已經为美国国土安全部接收，其绝大部分機能分拆至国土安全部属下的三个单位，即美國公民及移民服务局、美国移民和海关执法局以及美國海關及邊境保衛局。